# 小行星6604
小行星6604（英語：6604 Ilias）是一颗围绕太阳公转的小行星。1990年8月16日，艾瑞克·怀特·埃尔斯特在拉西拉天文台发现了此天体。
这颗小行星的绝对星等为344.3927796586524等。